# Мермин (корабль, 1759)
«Мермин» (нидерл. Meermin) — трёхмачтовый гукор Голландской Ост-Индской компании, использовавшийся в основном для перевозки рабов. На этом корабле рабами было поднято восстание в 1766 году, которое привело к его потере. Поиски останков «Мармина» продолжаются и в наши дни.

## Характеристика
По типу корабль относился к гукору — традиционному виду голландских кораблей XV — XVIII вв. Характерные особенности заключались в высокой грот-мачте, расположенной почти на миделе, смещенной на корму бизань-мачте (в 2/3 высоты грот-мачты), а также непропорционально длинном бушприте с выдвижным утлегарем. Все это в комплексе наделяло гукор улучшенными мореходными качествами и повышенной управляемостью.

## История
Трёхмачтовый корабль «Мермин» был построен на судоверфи в Амстердаме и спущен на воду в 1759 году. Корабль был приобретён Голландской Ост-Индской компанией для использования в качестве транспортного средства при перевозки рабов из Капской колонии в Африке в Новый Свет. В первый рейс «Мермин» под командованием капитана Хендрика Вормса (нидерл. Hendrik Worms) отправился 21 января 1761 и 15 июня 1761 года достиг мыса Доброй Надежды. Помимо перевозки рабов, корабль использовался и для других транспортных и грузовых целей.

### Бунт и потеря корабля
В 1765 году гукор «Мермин» под командование капитана Геррита Мюллера (нидерл. Gerrit Muller) достигает берегов острова Мадагаскар. Задачей команды был сбор рабов для дальнейшей транспортировки в Капскую колонию. Чтобы предотвратить смертность среди рабов и тем самым финансовые потери, большую группу рабов-малагасийцев выводили на палубу и заставляли развлекать команду песнями и танцами. В феврале 1766 года команда судна привлекла большую группу рабов для выполнения задания по очистке оружия. Когда малагасийцы выполнили поручение, они не отдали оружие обратно и, воспользовавшись этой ситуацией, подняли бунт.
Капитан и оставшиеся в живых члены экипажа вступили в переговоры с рабами. Итогом стала гарантия неприкосновенности жизни голландцев в обмен на возвращения судна обратно на остров Мадагаскар. Понимая, что малагасийцы понятия не имеют в навигации и особенностях мореплавания, капитан Геррит Мюллер вывел «Мермин» на курс к Капской колонии.
Когда корабль достиг окрестностей современного Страйсбайя, рабы догадались, что они находятся в совершенно другом месте, чем было договорено. Из-за сложившейся непогоды «Мермин» пустилось в дрейф, а команда вынуждена была разрушить одну из мачт, чтобы не терять остойчивости. Поскольку корабль долгое время не швартовался у берега, а флагов, сигнализирующих о тревоге вывешено не было, местные жители собрали ополчение. Когда «Мармин» окончательно сел на мель, они напали на корабль. Все отказавшиеся сложить оружие малагасийцы были убиты, остальные рабы доставлены на берег. Гукор бросили после того, как он был признан не подлежащим ремонту и больше не представляющим ценности для мореплавания.

### Подводная археология
В 2004 году изико-музей при поддержке национальной лотереи начал кампанию по поиску места затопления «Мермана». В свою очередь Нидерланды передали схемы и планы корабля, чтобы его можно было идентифицировать среди других обломков кораблей, которые потерпели крушение в этом районе. В ходе исследования дна было обнаружено около 22 обломков кораблей, 11 и которых подходили под описание потенциальных объектов поиска. Благодаря анализу породы дерева, из которого была построена основа корабля, удалось отсеять шесть претендентов на роль «Мермана». В 2011 году в изико-музее была организована выставка по материалам исследования. В 2013 году было сообщено о финансовых затруднениях и приостановке дальнейших поисков гукора «Мерман».